# 1. prekomorska brigada NOVJ
Za druge 1. brigade glejte 1. brigada.
1. prekomorska brigada je bila prekomorska enota NOV in POJ.

## Zgodovina
1. prekomorska brigada je bila formirana 20. oktobra 1943 v Carbonari v Italiji, kmalu po kapitulaciji Italije v začetku septembra 1943. Sestavljena je bila iz 1886 borcev v 1. in 2. slovenskem, 3. črnogorskem in 4. hrvaškem bataljonu. Naslednji mesec je bila brigada razporejena na otoku Hvaru, kjer so ji priključili še dva bataljona, sestavljena pretežno iz slovenskih vojakov.
Decembra 1943 je bila 1. prekomorska brigada premeščena na otok Korčula, njena glavna naloga pa je bila obramba tega otoka. Brigada je prvi spopad doživela med 22. in 24. decembrom 1943, ko so Nemci izvedli desant na Korčulo. V boju je imela brigada velike izgube, saj je bilo več kot 300 njenih borcev ubitih ali ranjenih, zato se je umaknila na Vis. Januarja 1944 sta se združeni 1. in 2. prekomorska brigada izkrcali pri Pakoštanih in bili napoteni v Drvar, kjer so njune borce razdelili v 1. proletarski korpus. Večina borcev je bila dodeljena 13. proletarski brigadi »Rade Končar« in 3. proletarski krajiški brigadi. Nekaj borcev je bilo razporejeno tudi v Zaščitni bataljon Vrhovnega štaba NOVJ, v inženirsko brigado in v enote 6. liške divizije. V sestavi teh enot so se nato pripadniki 1. prekomorske brigade udeležili vseh bojev do konca vojne. Sodelovali so v sedmi ofenzivi in desantu na Drvar, nato pa so bili napoteni v Srbijo, kjer so sodelovali v bojih za osvoboditev Beograda. Po tej operaciji sta se 1. in 6. proletarska divizija, katerih pripadniki so bili pred tem pripadniki 1. prekomorske brigade, udeležili bojev na sremski fronti, nato pa sta preko Slovenije napredovali proti Trstu.

## Organizacija
Oktober 1943
- štab
- 1. (slovenski) bataljon
- 2. (slovenski) bataljon
- 3. (črnogorski) bataljon
- 4. (hrvaški) bataljon
- ženska četa
- intendantura
- ambulanta

December 1943
- štab
- 1. bataljon
- 2. bataljon
- 3. bataljon
- 4. bataljon
- 5. bataljon
- 6. bataljon

## Poveljstvo
1943
- poveljnik: Savo Čelebić
- politični komisar: Ivo Mardešić
- pomočnik pol. kom.: Stane Bobnar
- pomočnik poveljnika: Riko Malalan

194?
- poveljnik: Milan Kmet
- politični komisar: Stane Bobnar
- pomočnik pol. kom.: ?
- pomočnik poveljnika: ?